# Superliga polska w piłce ręcznej mężczyzn (2022/2023)
Superliga polska w piłce ręcznej mężczyzn 2022/2023 – 67. edycja najwyższej w hierarchii klasy ligowych rozgrywek piłki ręcznej mężczyzn w Polsce.

## Drużyny
| | Uczestnicy poprzedniej edycji      |    |
| --- | ---------------------------------- | -- |
| KCE | Industria Kielce                   | 1  |
| PLO | Orlen Wisła Płock                  | 2  |
| PUL | Azoty-Puławy                       | 3  |
| KWI | MMTS Kwidzyn                       | 4  |
| ZAB | NMC Górnik Zabrze                  | 5  |
| KAL | MKS Kalisz                         | 6  |
| PIO | Piotrkowianin Piotrków Trybunalski | 7  |
| GLO | Chrobry Głogów                     | 8  |
| OPO | Gwardia Opole                      | 9  |
| LUB | Zagłębie Lubin                     | 10 |
| GDA | Wybrzeże Gdańsk                    | 11 |
| TAR | Grupa Azoty Unia Tarnów            | 12 |
| SZC | Pogoń Szczecin                     | 13 |
| | Awans z Ligi Centralnej            |    |
| OSW | Ostrovia Ostrów Wielkopolski       | 1  |
| Oznaczenia: - kolumna pierwsza – skróty nazw drużyn wpisane na mapie, - kolumna trzecia – miejsce zajęte przez daną drużynę w poprzednim sezonie. |                                    |    |

## Tabela
awans do Ligi Mistrzów
     awans do Ligi Europejskiej
     baraże o utrzymanie
     spadek do Ligi Centralnej
1. EEEEEE

1. EEEEEE

1. EEEEEE

1. EEEEEE

| Lp | Drużyna                            | M  | Mecze | Mecze | Mecze | Mecze | Bramki | Bramki | Bramki | Pkt | Uwagi |
| Lp | Drużyna                            | M  | W3    | W2    | P1    | P0    | +      | -      | +/-    | Pkt | Uwagi |
| -- | ---------------------------------- | -- | ----- | ----- | ----- | ----- | ------ | ------ | ------ | --- | ----- |
| 1  | Industria Kielce                   | 26 | 25    | 0     | 0     | 1     | 1021   | 660    | +361   | 75  |       |
| 2  | Orlen Wisła Płock                  | 26 | 25    | 0     | 0     | 1     | 878    | 592    | +286   | 75  |       |
| 3  | NMC Górnik Zabrze                  | 26 | 17    | 0     | 1     | 8     | 744    | 693    | +51    | 52  |       |
| 4  | Chrobry Głogów                     | 26 | 15    | 0     | 1     | 10    | 721    | 756    | −35    | 46  |       |
| 5  | Wybrzeże Gdańsk                    | 26 | 14    | 1     | 2     | 9     | 701    | 705    | −4     | 46  |       |
| 6  | Azoty-Puławy                       | 26 | 13    | 2     | 1     | 10    | 769    | 759    | +10    | 44  |       |
| 7  | Grupa Azoty Unia Tarnów            | 26 | 10    | 1     | 5     | 10    | 692    | 726    | −34    | 37  |       |
| 8  | MMTS Kwidzyn                       | 26 | 10    | 1     | 0     | 15    | 678    | 740    | −62    | 32  |       |
| 9  | Ostrovia Ostrów Wielkopolski       | 26 | 9     | 1     | 0     | 16    | 682    | 749    | −67    | 29  |       |
| 10 | Gwardia Opole                      | 26 | 7     | 2     | 0     | 17    | 676    | 774    | −98    | 25  |       |
| 11 | Piotrkowianin Piotrków Trybunalski | 26 | 7     | 1     | 1     | 17    | 689    | 752    | −63    | 24  |       |
| 12 | MKS Kalisz                         | 26 | 6     | 2     | 1     | 17    | 639    | 729    | −90    | 23  |       |
| 13 | Zagłębie Lubin                     | 26 | 5     | 3     | 1     | 17    | 651    | 776    | −125   | 22  |       |
| 14 | Pogoń Szczecin                     | 26 | 5     | 0     | 1     | 20    | 674    | 804    | −130   | 16  |       |

Źródło: pgnig-superliga.pl (pol.)
Lp = pozycja; M = liczba meczów rozegranych;   W3 = liczba meczów wygranych za 3 pkt; W2 = liczba meczów wygranych za 2 pkt;
 P1 = liczba meczów przegranych po dogrywce/karnych (za 1 pkt); P0 = liczba meczów przegranych bez dogrywki/karnych;
B+ = bramki zdobyte; B- = bramki stracone;  Pkt = liczba zdobytych punktów

## Baraże o utrzymanie
W barażu o utrzymanie 13. drużyna Superligi – Zagłębie Lubin – zmierzyła się w dwumeczu z 2. drużyną Ligi Centralnej – Stalą Mielec. Zwycięzca uzyskał prawo do gry w Superlidze w następnym sezonie.
| 27 maja 2023 15:00 | Stal Mielec | 19:22(14:11)Raport | Zagłębie Lubin |  |
|                    |             |                    |                |  |

| 31 czerwca 2023 18:00 | Zagłębie Lubin | 31:24(13:10)Raport | Stal Mielec |  |
|                       |                |                    |             |  |

Zwycięzca: Zagłębie Lubin